# Mr.ムーンライト
『Mr.ムーンライト』（Mr. Moonlight）は、イギリス人とアメリカ人の混成ロック・バンド、フォリナーが1994年に発表した8作目のスタジオ・アルバム。『インサイド・インフォメーション』（1987年）以来となる、オリジナル・ボーカリストのルー・グラムが全面参加した作品である。

## 背景
ルー・グラムはソロ・アルバム『ロング・ハード・ルック』（1989年）のリリースを経て1990年にフォリナーを脱退したが、1992年にバンドに復帰し、ベスト・アルバム『アンド・ビヨンド (ベスト・オブ)』用の新曲3曲に参加した。そして、グラムは本作で、ミック・ジョーンズやマイク・ストーンと共にプロデューサーとしてもクレジットされている。グラム自身は後年のインタビューで、本作に関して「私がフォリナーで作ってきたアルバムの中で一番お気に入り」と語っている。
アリスタ・レコードから発売されたヨーロッパ盤は「ホワイト・ライ」から始まっているが、リズム・サファリから1995年に発売されたアメリカ盤は「アンダー・ザ・ガン」から始まっている。

## 反響
イギリスでは先行シングル「ホワイト・ライ」が全英シングルチャートで最高58位を記録し、本作は1994年11月12日付の全英アルバムチャートで59位となった。
1995年に発売されたアメリカ盤CDはBillboard 200で136位に終わり、フォリナーのスタジオ・アルバムとしては過去最低の成績となった。また、アメリカでは「アンティル・ジ・エンド・オブ・タイム」がシングルとしてリリースされ、総合シングル・チャートのBillboard Hot 100で42位、『ビルボード』のアダルト・コンテンポラリー・チャートで8位を記録している。

## 収録曲
特記なき楽曲はルー・グラムとミック・ジョーンズの共作。

### イギリス盤、日本盤
「クラッシュ・アンド・バーン」は日本盤ボーナス・トラック。
1. ホワイト・ライ - "White Lie" - 4:17
2. レイン - "Rain" (Lou Gramm, Mick Jones, Bruce Turgon) - 4:35
3. アンティル・ジ・エンド・オブ・タイム - "Until the End of Time" (L. Gramm, M. Jones, B. Turgon) - 4:52
4. オール・アイ・ニード・トゥ・ノウ - "All I Need to Know" - 4:45
5. ランニング・ザ・リスク - "Running the Risk" (L. Gramm, Jeff Jacobs, M. Jones, B. Turgon) - 5:09
6. リアル・ワールド - "Real World" - 6:20
7. ビッグ・ドッグ - "Big Dog" - 4:47
8. ホール・イン・マイ・ソウル - "Hole in My Soul" - 5:09
9. アイ・キープ・ホーピング - "I Keep Hoping" (L. Gramm, J. Jacobs, M. Jones) - 5:10
10. アンダー・ザ・ガン - "Under the Gun" (L. Gramm, J. Jacobs, M. Jones) - 4:18
11. ハンド・オン・マイ・ハート - "Hand on My Heart" (L. Gramm, M. Jones, B. Turgon) - 4:59
12. クラッシュ・アンド・バーン - "Crash and Burn" - 4:36

### アメリカ盤
1. "Under the Gun" (L. Gramm, J. Jacobs, M. Jones) - 3:52
2. "Rain" (L. Gramm, M. Jones, B. Turgon) - 4:34
3. "Until the End of Time" (L. Gramm, M. Jones, B. Turgon) - 4:51
4. "White Lie" - 4:17
5. "Big Dog" - 4:47
6. "Real World" - 6:19
7. "All I Need to Know" - 4:45
8. "Hole in My Soul" - 5:08
9. "I Keep Hoping" (L. Gramm, J. Jacobs, M. Jones) - 5:15
10. "Running the Risk" (L. Gramm, J. Jacobs, M. Jones, B. Turgon) - 5:09
11. "Hand on My Heart" (L. Gramm, M. Jones, B. Turgon) - 4:59

## パーソネル
- ルー・グラム – ボーカル、パーカッション
- ミック・ジョーンズ – ギター、ピアノ、バック・ボーカル
- ジェフ・ジェイコブス - ピアノ、オルガン、キーボード、バック・ボーカル
- ブルース・ターゴン – ベース、バック・ボーカル
- マーク・シュルマン – ドラムス、バック・ボーカル

アディショナル・ミュージシャン
- デュアン・エディ（英語版） - リードギター (on "Until the End of Time")
- イアン・ロイド - バック・ボーカル
- スコット・ギルマン - サクソフォーン、リコーダー、バック・ボーカル
- ルイス・エンリケス - パーカッション
- ビリー・ブレムナー - ギター (on "All I Need to Know")
- ポーレット・マクウィリアムズ - バック・ボーカル (on "I Keep Hoping")
- タワサ・アジー - バック・ボーカル (on "I Keep Hoping")
- ロビン・クラーク - バック・ボーカル (on "I Keep Hoping")
- ランディ・カンター - ギター、キーボード (on "White Lie", "Rain")